# Cymadusa setosa
Cymadusa setosa is een vlokreeftensoort uit de familie van de Ampithoidae. De wetenschappelijke naam van de soort is voor het eerst geldig gepubliceerd in 1879 door Haswell.